# Höchstädt im Fichtelgebirge
Höchstädt im Fichtelgebirge, Höchstädt i.Fichtelgebirge (do 1995  Höchstädt bei Thiersheim) – miejscowość i gmina w Niemczech, w kraju związkowym Bawaria, w rejencji Górna Frankonia, w regionie Oberfranken-Ost, w powiecie Wunsiedel im Fichtelgebirge, wchodzi w skład wspólnoty administracyjnej Thiersheim. Leży w Smreczanach, przy autostradzie A93 i linii kolejowej Selb – Marktredwitz.
Gmina położona jest 9 km na północny wschód od Wunsiedel, 26 km na południowy wschód od Hof i 61 km na południowy zachód od Karlowych Warów.
Pierwsze wzmianki o miejscowości pochodzą z 1298.

## Dzielnice
W skład gminy wchodzą następujące dzielnice: 
| - Braunersgrün - Hofmühle - Höchstädt im Fichtelgebirge | - Rügersgrün - Tännig - Witzlebensmühle |

## Zabytki i atrakcje
- Kościół pw. św. Piotra i Pawła (St. Peter und Paul)
- muzeum w zamku
- ratusz
- młyn Adelsmühle
- gospoda Zur Hölle